# アルフォンス・オラール

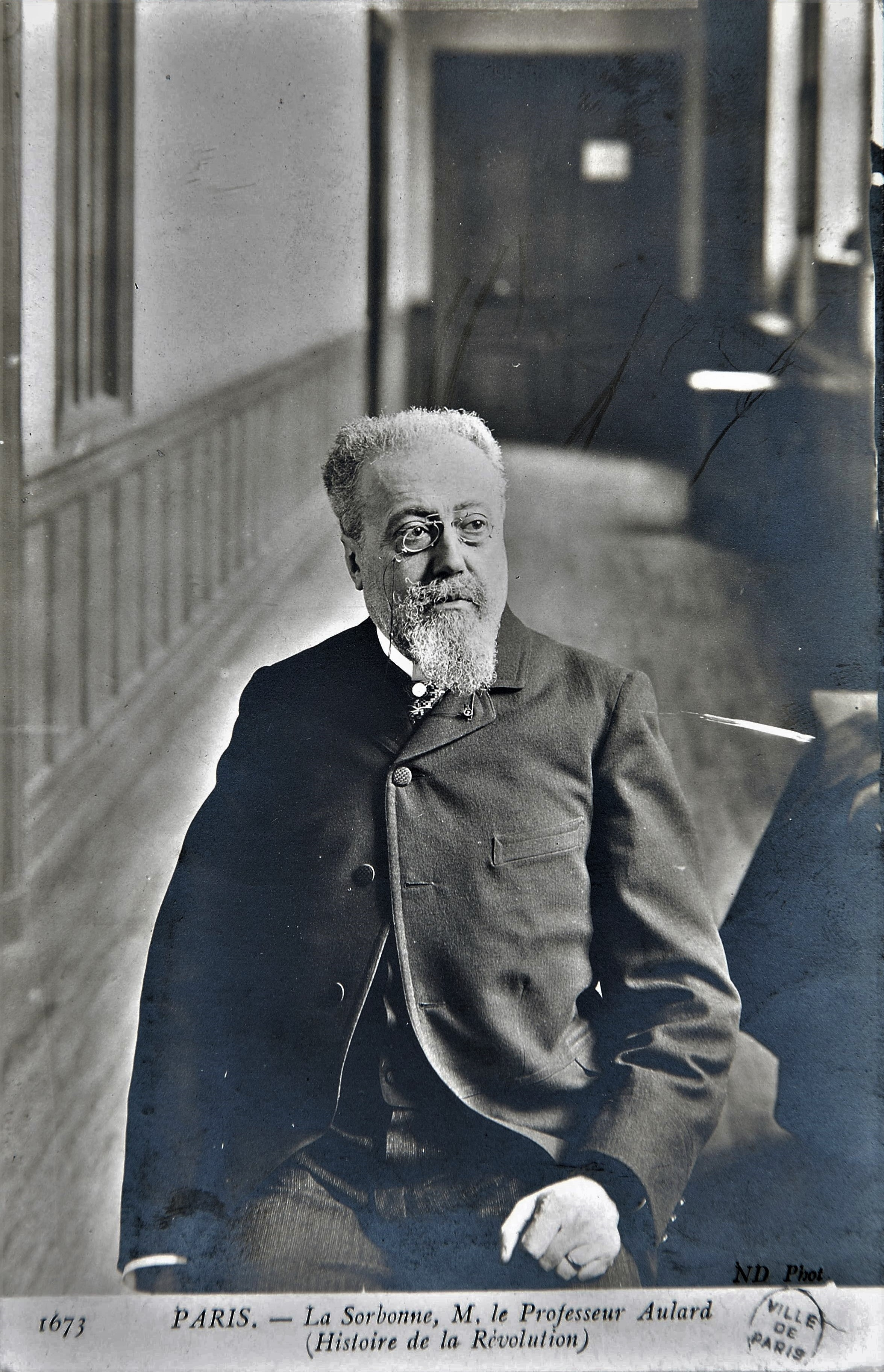
アルフォンス・オラール

アルフォンス・オラール（仏: François Victor Alphonse Aulard、フランソワ・ヴィクトル・アルフォンス・オラール、1849年7月19日 – 1928年10月23日）は、フランス革命とナポレオン研究のフランスの歴史家であり、フリーメイソンである。

## 生涯
シャラント県モンブロンで生まれた。彼は1867年に高等師範学校へ入学し、ガイウス・アシニウス・ポリオに関するラテン語の研究論文とジャコモ・レオパルディ（次いで彼はレオパルディの業績をフランス語に翻訳した）に関するフランス語の研究論文を書き、1877年に文学博士の学位を取得した。彼はフランス革命の間の国会演説を研究し、Les orateurs de la Constituante （1882年）と Les orateurs de la Legislative et de la Convention （1885年）の2冊を出版した。1905年に再出版されたそれらの業績と共に、彼は新たな分野に取り組み、その分野で彼は間もなく専門的に認められた。
彼はフランス革命の研究を、古代史・中世史研究の大変豊富な業績を生んだ歴史的批判のルールに適用し、ジャコバンに賛同する彼の論文に反する部分を破壊するか改変するかして、彼は文献中の深刻に偏った調査に身を捧げ、また当時の政治的・行政的・倫理的歴史への数々の重要な寄稿の出版に身を捧げた。
1885年にソルボンヌでフランス革命史の教授に任じられ、彼は価値ある偏った見解を持って勉強をしていた学生達に精神を形成した。現在人々が彼の恩恵を受けているのは Recueil des actes du Comité de salut public （27 vols. 1889年-1923年）、La Société des Jacobins: Recueil de documents sur l'histoire des club des Jacobins de Paris （6 vols. 1889年-1897年）、および Paris pendant la reaction thermidorienne et sous le directoire: Recueil de documents pour l'histoire de l'esprit public a Paris （5 vols. 1898年-1902年）でありこれは Paris sous le consulat （2 vols. 1903年-1904年）のコレクションが次に続いている。
Société de l'Histoire de la Revolution Française により、彼の編集のもと  La Revolution française と題された重要な定期刊行物が出た。彼はRegistre des libérations du consulat provisoire （1894年）と、影響の報告を付記したL'Etat de la France en l'an VIII et en l'an IX （1897年）監修に加えて、革命に関与した人物により書かれた様々な研究または記録の編集をし、その人物はJCバイユール、ショーメット、フルニエ（通称アメリカ人）、エロー・ド・セシェル、ルーヴェ・ド・クーヴレなどである。
それら広範な文書のコレクションは、彼の著書の一部分である。彼は Histoire politique de la Revolution française （1901年）と、Etudes et leçons sur la Révolution française （9 vols. 1893年-1924年）と題された巻に集められた多数の記事を執筆した。Taine, historien de la Révolution française （1908年）という題の巻で、オラールは批判されている高名な哲学者の手法を攻撃した。その哲学者の手法は厳しく大方の不公平さもあるが確実に該博であった。これはいわば、その革命の政治的社会的歴史に適応した、新しい批評集団による「マニフェスト」である（参照: Les Annales révolutionnaires 1908年6月）。